# Gustavsberg
Gustavsberg er et byområde i Värmdö kommun i Stockholms län i Sverige. I 2010 var indbyggertallet 11 333.